# Thyasira succisa
Thyasira succisa är en musselart som först beskrevs av John Gwyn Jeffreys 1876.  Thyasira succisa ingår i släktet Thyasira och familjen Thyasiridae. Inga underarter finns listade i Catalogue of Life.